# A esmorga (regény)
Az A esmorga Eduardo Blanco Amor galiciai író 1959-ben megjelent regénye. Eredetileg galiciai nyelven íródott, de már több nyelvre (többek között spanyol, olasz, francia és angol) is lefordították, spanyol címe La parranda („A mulatozás”). Öt fejezetben megírt cselekménye 24 óra alatt játszódik le, három Auria városbeli férfi főszereplésével.

## Történet
Cibrán („El Castizo”), Xanciño („El Bocas”) és Aladio („Milhomes”) három auriai férfi. Ez a város a valóságban nem létezik, az író a képzeletbeli települést Ourenséről mintázta meg. A könyv 24 órájukat mutatja be az esőáztatta város utcáin, az események feszültséggel teliek, gyorsan történnek: sorra látogatják a kocsmákat és bordélyházakat, kihágásokat követnek el, végül napjuk tragikus véget ér.

## Színházi és filmes feldolgozások
A regényből két film is készült. Az 1977-es változatot Gonzalo Suárez rendezte, a 2014-eset, amely a 19. ourensei nemzetközi filmfesztivál megnyitófilmje is volt, Ignacio Vilar. Az első film főszereplői José Sacristán, Antonio Ferrandis és José Luis Gómez, a másodikéi Miguel de Lira, Karra Elejalde és Antonio Durán.
A regényből ugyancsak születtek színházi feldolgozások is: az ourensei Sarabela Teatro 1996-ban és 2009-ben is színpadra vitte a művet, amiért egy alkalommal María Casares díjat is kaptak.

## Az „esmorga útja”
A könyv többek érdeklődését felkeltette Ourense városa, és azon belül is azon helyek iránt, amelyek szerepelnek benne. Ezért a helyiek létrehozták a városban a 8 pontot bemutató „esmorga útját”: a különféle helyszíneken a kék–fehér galiciai nemzeti színekben készült műalkotások, és alájuk galiciai nyelven írt idézetek mutatják be a regény egyes jeleneteit. Az út a La Taberna da tía Esquilacha nevű kocsmából indul, ahol maga a cselekmény is kezdődik. Innen a főszereplők a Miño folyó mára már eltűnt, Barbaña nevű hídján kelnek át, majd a Burgasba érve elérik az Andrade-házat, ahol egy titokzatos nő lakik. Ezután Saltodocánon át a Pazo de los señores del Castelóhoz érnek, ahol a harmadik fejezet kezdődik. A Porta do Aire kapun belépnek a történelmi városrészbe, ahol a Posío nevű kertbe jutnak. A kocsmázás után a Fuente de San Cosme szökőkútban „erőt gyűjtenek”: itt ma egy szobor is megörökíti emléküket.

### Képek az „esmorga útjáról”

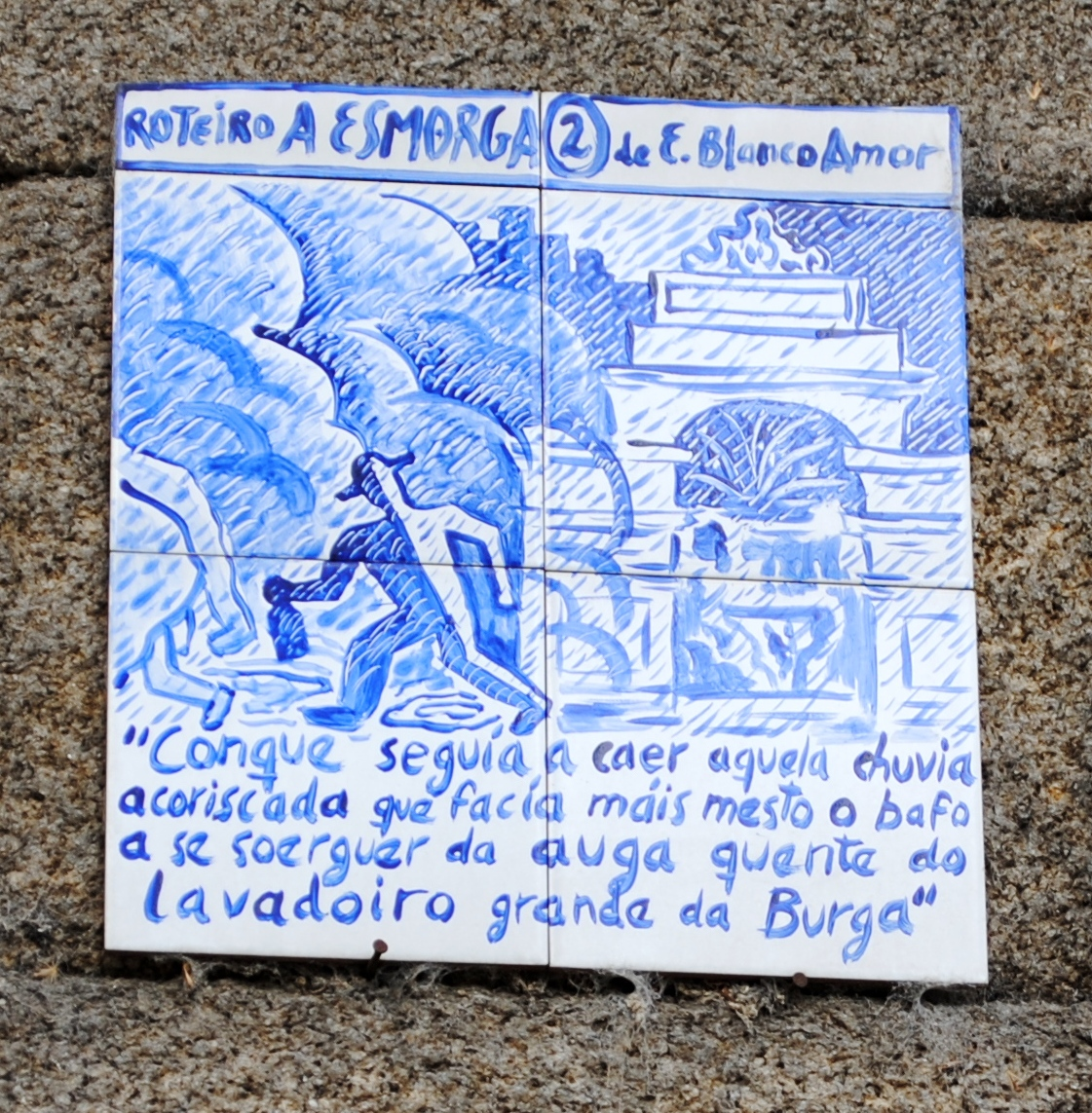
A 2. pont (Burgas)
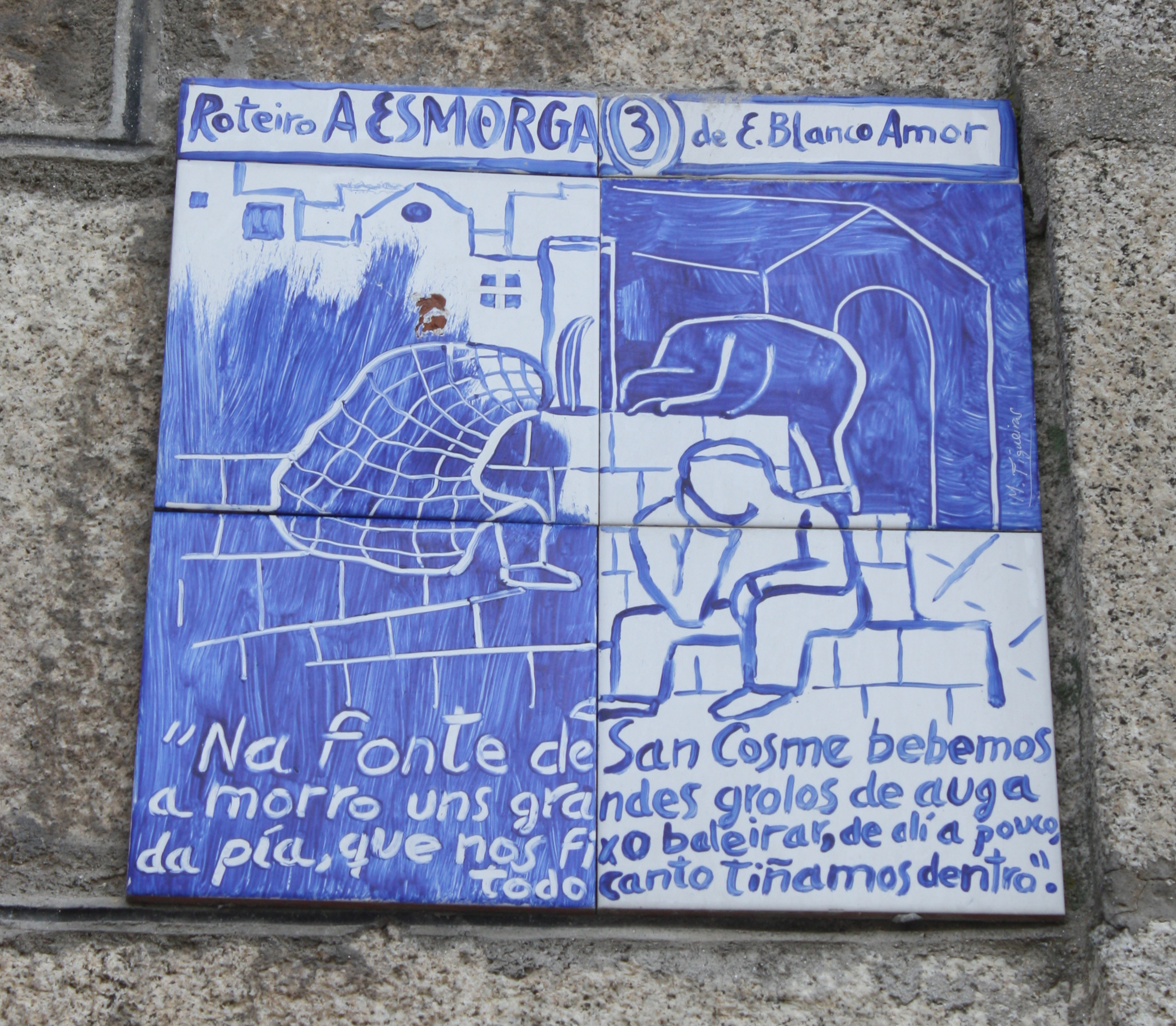
A 3. pont
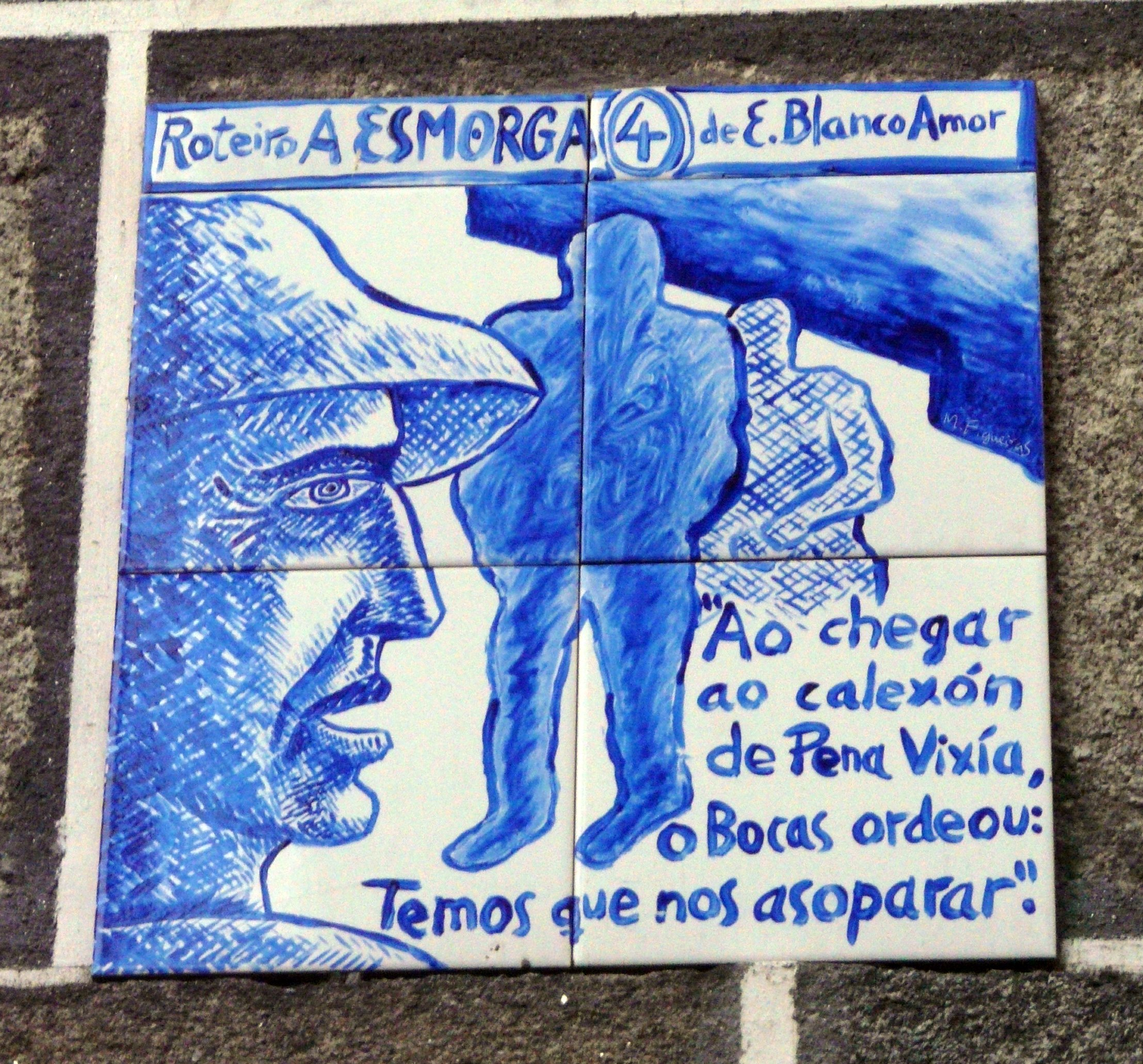
A 4. pont
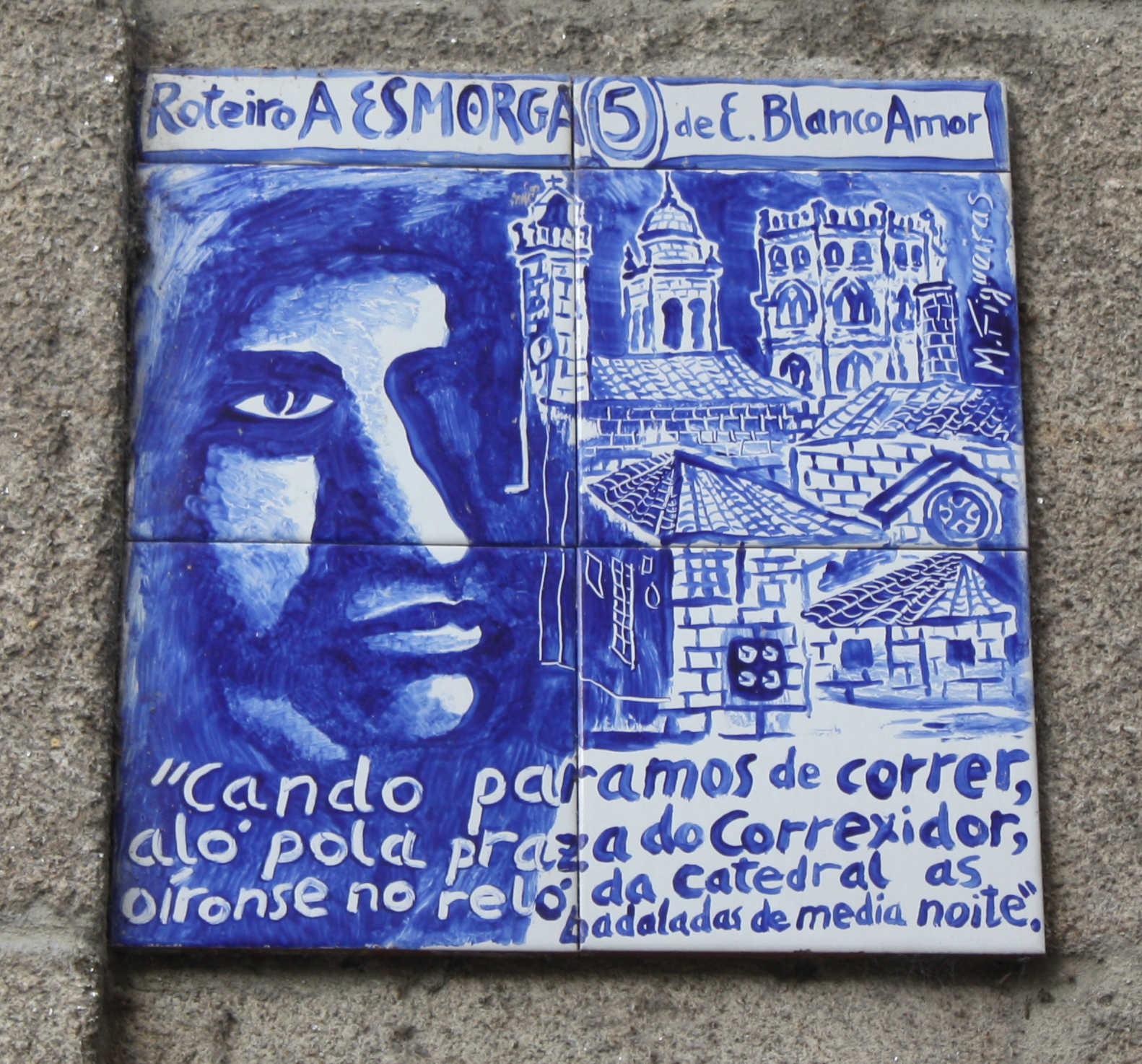
Az 5. pont
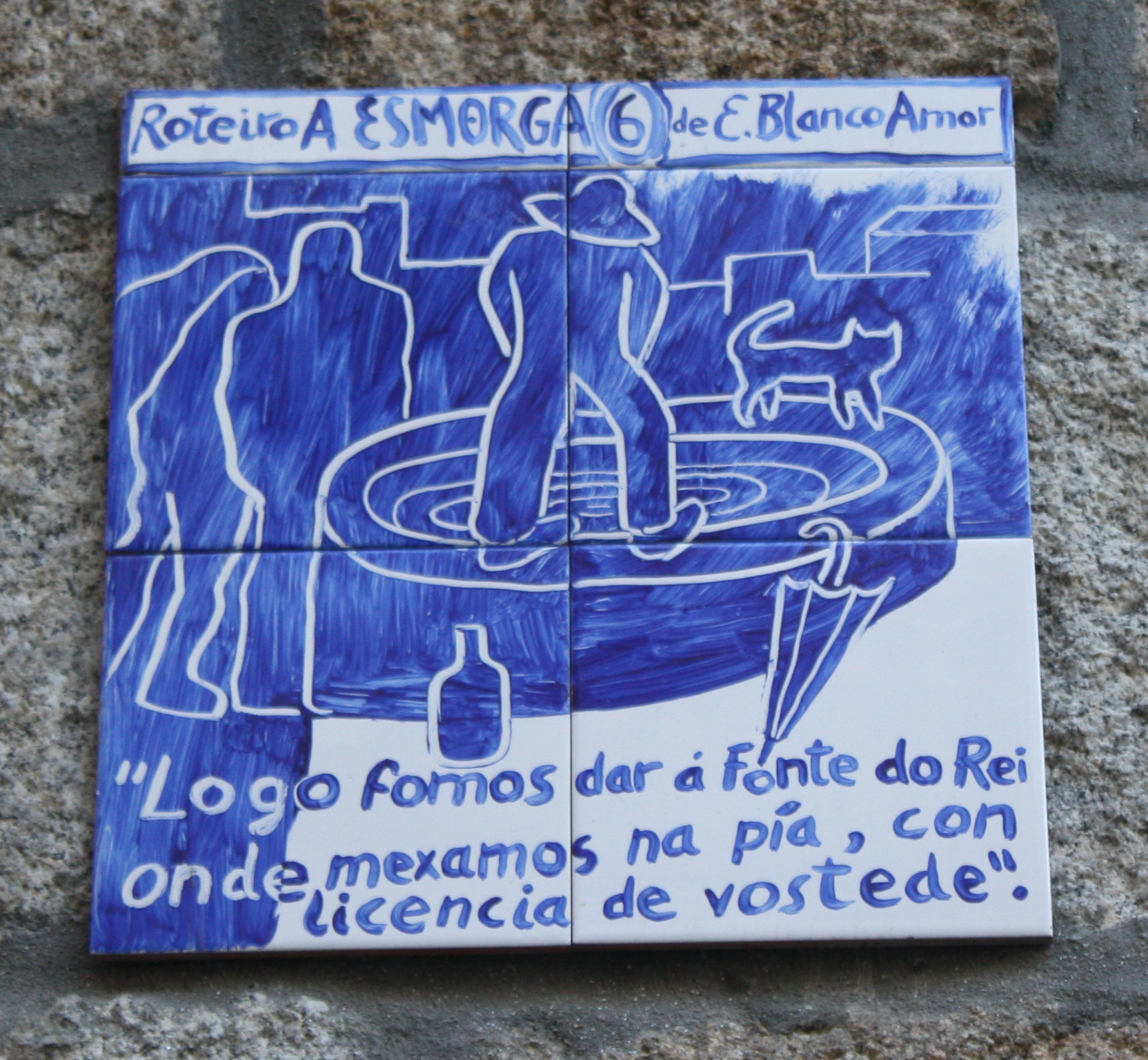
A 6. pont
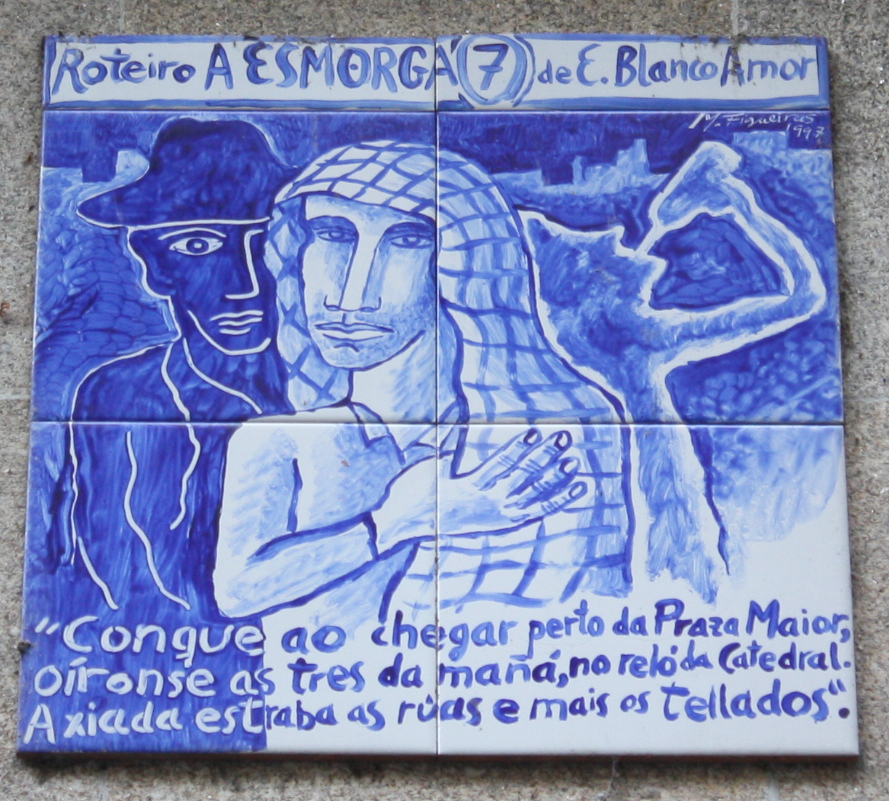
A 7. pont